# Danske Venstre
Det Danske Venstre, liberalt danskt parti bildat 1884 genom samgående mellan Det Moderate Venstre och moderata medlemmar av Det Folkelige Venstre (under Christen Bergs ledning).
1909 upprättade Det Danske Venstre tillsammans med två fraktioner inom Venstrereformpartiet Delegationen - en gemensam styrelse för de tre grupperingarna. Året därpå bildade de tre partierna bakom Delegationen en gemensam riksdagsgrupp, med namnet Venstre. 
Partiet Venstre fick dock först en landsorganisation 1929.